# 李世举
李世举（519年—575年），字世举，陇西狄道（今甘肃临洮县）人，出自陇西李氏姑臧房，是北魏冀州刺史李韶的孙子，东魏光禄大夫李玙的儿子，李诠、李谧、李诵、李世韫的兄弟。
李世举于武平二年（571年）出任新兴郡太守，武平四年（573年）任瀛洲司马，武平六年（575年）卒于任所，虚岁五十七。夫人卢氏，幽州刺史卢司空之女，继室邢氏，后娶崔氏。隋朝大业六年岁次庚午正月癸亥朔廿日壬午（610年2月18日），李世举合葬于魏郡邺县野马岗白塔村南一里，其墓志全称为《齐瀛洲司马新兴郡守故李府君墓志铭》，2000年出土于河北临漳县。

## 家族
陇西李氏世系图